# Sergio Basso
 (octobre 2023).
Si vous disposez d'ouvrages ou d'articles de référence ou si vous connaissez des sites web de qualité traitant du thème abordé ici, merci de compléter l'article en donnant les références utiles à sa vérifiabilité et en les liant à la section « Notes et références ».
Sergio Basso, né le 11 juin 1975  à Milan, est un écrivain, réalisateur, scénariste et producteur de cinéma italien.

## Biographie
La passion de Sergio Basso pour le cinéma remonte à ses années de lycée, attiré par l'Orient et par le développement de la Chine nouvelle, il passe 2 ans à Pékin, obtient une maitrise en langues orientales en 1999 à l'université de Venise, en lettres classiques à l'université de Milan en 2011. Il obtient son diplôme au Centre expérimental de cinématographie de Rome en 2006, il est membre de l’European Documentary Network Association. Il a fréquenté l’école de théâtre GITIS de Moscou.
Il commence à travailler au théâtre en tant que directeur de la compagnie Teatraz, pour ensuite après 2 ans devenir assistant du producteur italien Gianni Amelio dans la production La stella che non c’è. Après avoir conduit quelques documentaires présentés aux Festivals de Nyon, Annecy, Turin et Moscou, il dirige son propre film, Amori elementari.
Son amour pour l’Orient, pour la langue chinoise et pour la communauté chinoise en Italie lui a permis de diriger en 2009 le film Giallo a Milano. En 2013, il dirige le film Amori Elementari lancé en Suisse, Italie, Russie, Canada. Le film a été présenté au 36e Festival du cinéma international de Moscou et au 35e festival Gifoni, au Rio International Film Festival et a obtenu le Grand Prix comme meilleur film pour l’enfance au Ostrajenie Film Festival de Moscou.  
Il a dirigé en 2014, en Chine, un documentaire sur la dynastie Han, commissionné par CCTV-6. 
Grâce à l’aide de Alessandro Borrelli, à la collaboration du Studio La Testuggine et au soutien du Corriere della Sera, il crée une des premières plateformes crossmediali italiennes, du documentaire Giallo à Milano, avec des histoires et des acteurs nouveaux par rapport au film homonyme.
Il collabore depuis plusieurs années avec la Rai, en réalisant divers dessins animés.
Il remporte le Festival Internazionale d’Animazione Annecy en 2010 pour l’animation de un de ses personnages de Giallo a Milano. Il s’occupe aussi du cinéma d’entreprise, en réalisant des courts métrages et des reportages pour Telecom, Save the Children, ONU, pour le musée MAXXI de Roma, De Agostini Editore.
Il a collaboré avec Duilio Giammaria au documentaire sur Rai 1 Nel cuore della Cina, sur la personne et l’hérédité de Matteo Ricci; avec Maria Novella Rossi pour le documentaire sur Rai 5 Cine tempestose, sur les premiers italiens qui vécurent en Chine pendant Mao entre les années cinquante et soixante dix, avec l’émission Scatole Cinesi de Rai 3.

## Filmographie

### Réalisateur
- 2003 : Fuhao
- 2004 : 30 febbraio
- 2005 : Quando capita di perdersi
- 2007 : Dora
- 2007 : Il viaggio di Gesù
- 2009 : Giallo a Milano [1]
- 2012 : Diciannove e settantadue[2],[3],[4]
- 2013 : Cine tempestose
- 2013 : La buona stella
- 2014 : Amori elementari (it)

## Théâtre

### Metteur en scène
- Girotondo, d'Arthur Schnitzler, Teatro Libero, Milano, 1993
- Dialoghi con Leucò, de Cesare Pavese, Teatro Wagner, Milano, 1995
- Antigone Z, de Paolo Bignamini, aver Sophie Ciaudo,  musique originale d'Alessandro Tarolo, Carlo Garofalo e Michele Comuzzi; Festival di Castellanza; Teatro dell’Acqua, Gargano (Brescia); Teatro Ratti (Legnano), 1999
- Amleto a morsi, du texte de William Shakespeare, au Rocca di Montecuccoli (Mantova) avec la compagnia Teatraz, 2000
- Le muse orfane, de Marc-Michel Bouchard, au Teatro Colosseo, Roma; Festival Confini, Modena; Festival Euroméditerranéen de Théâtre, Mostagenem, Algeria, 2001
- Colando, de Claire Dowie, au Festival Lamanicatagliata, Siena-Modena-Bologna; Festival Garofano Verde, Roma; Teatro CometaOff, Roma, 2002
- Il martello sui coglioni fumanti, Teatro Rialtoccupato, Roma, 2005
- Il viaggio, International Drama Show, Shanghai, 2005
- Vorrei i soldi di Ronconi, BassanoOperaFestival, Bassano del Grappa, 2009

## Publications
- AA.VV., Il patrimonio dell'umanità. Siti archeologici e centri storici, Skira, 2002.
- AA.VV., Il patrimonio dell'umanità. I complessi architettonici, Skira, 2003.
- AA.VV., Ritratti dalla Cina imperiale, P&P international Design, Torino, 2004.
- Sergio Basso, Filippo Salviati, Cina, Edizioni IlSole24Ore, 2006.
- AA.VV., Lo sguardo altrove. Il progetto Etno e il patrimonio culturale extraeuropeo in Emilia-Romagna, IBC, 2007.
- AA.VV., Manuale di storia dell'arte, Skira-Bompiani-Rizzoli, 2009.
- Sergio Basso, Marianna Cappi, Marina Polla de Luca, Amori elementari - Un anno di fuoco e di ghiaccio, Salani, 2014.